# Flavius Florentius
Flavie Florentius fut un fonctionnaire romain du IVe siècle, préfet du prétoire des Gaules puis consul en 361.

## Biographie
Florentius apparaît en 356 lorsqu'il est nommé préfet du prétoire des Gaules par l'empereur Constance II et chargé d'assister le nouveau César Julien. En fait sa mission consiste surtout à surveiller de près ce jeune prince dont Constance se méfie grandement. 
En 357 il participe à la victoire d'Argentoratum contre les Alamans. La même année, devant les difficultés financières rencontrées par l'administration, il décide d'infliger des nouveaux impôts aux populations gauloises, pourtant déjà sévèrement ponctionnées. Mais Julien s'oppose à cette mesure avec vigueur. Florentius fait alors appel à Constance qui tranche en sa faveur, mais l'insistance du César est telle qu'il doit reculer.
Au cours de l'hiver 358-359, Florentius est impliqué dans une affaire judiciaire. Ayant protégé un fonctionnaire corrompu, il compte sur la complicité de Julien pour étouffer le scandale mais celui-ci refuse. Le préfet du prétoire se venge en obtenant la mutation de Saloustios, l'instructeur militaire du César. Les relations entre Julien et Florentius sont dès lors exécrables. 
Lorsqu'au début de 360 Constance ordonne à Julien de lui envoyer ses meilleures unités pour les transférer sur le front parthe, le préfet du prétoire refuse toute aide au César. Mais ce dernier est proclamé empereur quelques jours plus tard à Lutèce par ses soldats. Menacé, Florentius doit quitter en catimini Vienne où il résidait.
Il conserve ensuite la confiance de Constance qui le nomme préfet du prétoire d'Illyrie, puis consul pour l'année 361 avec Taurus. Mais l'empereur meurt peu après, ce qui consacre le succès de Julien, désormais seul empereur. Florentius doit abandonner son poste et fuir en Italie.
En 362, Julien réunit un tribunal à Chalcédoine chargé de juger ses anciens ennemis. Cité à comparaître, Florentius ne s'y rend évidemment pas et est condamné à mort par contumace. Peu après deux anciens espions de Constance, l'ayant retrouvé, viennent proposer à l'empereur de livrer l'ex-préfet en échange de leur réintégration. Julien aurait hautement repoussé ces propositions jugées infamantes.
Flavius Florentius disparaît ensuite de l'Histoire.

## Sources
- Ammien Marcellin, Res Gestae

- Lucien Jerphagnon, Julien dit l'Apostat, Tallandier, Paris, 2008